# ビッカースC型中戦車
ビッカースC型中戦車、ヴィッカースC型中戦車、ヴィッカース中戦車 Mk.C（Vickers Medium Tank Mk.C）は、戦間期の1926年に、イギリスのヴィッカース（Vickers）社が開発した、戦車である。
似た名前の戦車であるマーク C ホーネット中戦車（Medium Mark C Hornet）と間違われることがあるが、マーク C ホーネット中戦車は1918年から1919年にかけて作られたマーク I 戦車系列に似た菱形戦車であり、全くの別物である。

## 概要
ビッカースC型中戦車は、当時のイギリス陸軍の主力であったヴィッカース中戦車 Mk.I/IIの発展型で、最新鋭の優れた戦車だったが、当のイギリス陸軍には採用されず（イギリス陸軍は同時期の1926年9月にヴィッカース社にA6 中戦車の開発を要求している）、準同型のD型（Mk.D）と合わせて、各1輌ずつ、試作車2輌が製造されたのみで終わった。試作車は日本とアイルランド自由国へそれぞれ1輌ずつ売却され、輸出された。日本陸軍内での呼称は「ビッカース重戦車」であった。

## ヴィッカースA型重戦車とヴィッカースB型軽戦車
1920年代初期に計画された、重戦車案である「ヴィッカースA型重戦車、ヴィッカース重戦車 Mk.A」（Vickers Heavy Tank Mk.A）と、軽戦車案である「ヴィッカースB型軽戦車、ヴィッカース軽戦車 Mk.B」（Vickers Light Tank Mk.B）は、ペーパープランのみで、性能が劣っていたため、実車は製作されていない。
ヴィッカースA型重戦車の計画は、後のA1E1 インディペンデント重戦車（1922～1925年開発）へと、発展した。
同時期に、ヴィッカース社は、ヴィッカースA型重戦車の車体構成（リアエンジン・リアドライブ方式）と同様の、軽戦車の開発にも取り組んだ。
それが、1923年のヴィッカースB型軽戦車の計画である。いわば、ヴィッカースA型重戦車の軽量化版である。これは、軍の要求ではなく、ヴィッカース社独自のベンチャープランで、ヴィッカース軽戦車 Mk.Iと、ほぼ同仕様（戦闘重量12.7トン、乗員5名、装甲厚6.5 mm）でありながら、車体構成（リアエンジン・リアドライブ方式）が異なる、（世界中のルノー FT-17 軽戦車ユーザーの更新器材となることを狙った、）輸出用戦車であった。
ヴィッカースB型軽戦車の案では、車体前後に機銃（銃塔方式ではなく、車体から銃身が突き出た限定旋回方式）と機銃手席が配置されていた。主砲塔に新開発の6ポンド戦車砲 (57 mm)搭載。周囲に（オチキス空冷）機関銃を計5挺を装備していた。片側12個の転輪は、ベル・クランク方式の水平スプリングサスペンションの6組のボギーに2個ずつ配置されていた。
- - ヴィッカースA型重戦車の本来の案。主砲塔に新開発の6ポンド戦車砲 (57 mm)搭載（駐退機が砲身上方にあることと、砲身が太いことから、3ポンド（47 mm）戦車砲ではなく、6ポンド（57 mm）戦車砲であることがわかる。砲耳の位置から、後のビッカースC型中戦車やヴィッカースD型中戦車に搭載された物と同じであるとわかる）。主砲右脇（水冷）と車体両側面と車体前後（前2挺、後1挺）に機関銃を計6挺装備。乗員6名。車体前部両側面の楕円形は乗降用扉。

- - ヴィッカースA型重戦車とヴィッカースB型軽戦車に用いられるはずであった、ベル・クランク方式水平スプリング（横置きバネ）サスペンション。

両車（両案）に続いて実際に開発・製造されたのが、1923年から1924年にかけて作業が進められていたバーチガン 18ポンド自走砲（フロントエンジン・リアドライブ方式）のシャーシと足周りに基づきつつ、リアエンジン・リアドライブ方式に改められた、新たな軽戦車案である「ヴィッカースC型軽戦車、ヴィッカース軽戦車 Mk.C（Vickers Light Tank Mk.C）」である。
これは、仕様としては、ほぼヴィッカースB型軽戦車の案から、車体後部の機銃と機銃手席を取り除いたものであった。その代わりに、砲塔後部に機関銃が1挺装備された（これを日本では「かんざし式」と呼称する。ロシアでは「ヴォロシーロフ機関銃」と呼称する）。同時に、（ヴィッカース水冷）機関銃の数が計4挺に減らされ、主砲右脇の機関銃1挺（実際には同軸機関銃ではない）も取り除かれた。
また、エンジンは、より高出力な、サンビーム アマゾンに変更された。
しかし、その車体サイズから、ヴィッカース中戦車 Mk.I（1922～1923年開発。元々は軽戦車であったが、1924年に中戦車に分類変更された）と同様に、すぐに、計画案は中戦車（ビッカースC型中戦車）へと分類変更された。
ヴィッカースB型軽戦車の経緯からもわかるように、ヴィッカースB型軽戦車の案を基にした、ビッカースC型中戦車には、ヴィッカース社が実際に製造した初の輸出用戦車としての面があり、イギリス陸軍が採用しなかったことから、輸出に回されることになった。もっとも、輸出用戦車としては、「ヴィッカースD型中戦車、ヴィッカース中戦車 Mk.D（Vickers Medium Tank Mk.D）」に続く、「ヴィッカース 6トン戦車（ヴィッカースE型軽戦車、ヴィッカース軽戦車 Mk.E、Vickers Light Tank Mk.E）」が成功を収めることになる。

## 設計
Mk.Cの設計は1925年に始まり、1926年に試作車1輌のみが製造された。
Mk.Cは車体の向きがそれまでのヴィッカース中戦車 Mk.I/II（以下、Mk.I/II）とは、足回りを除いて前後逆になっていた。つまりエンジンと戦闘室の配置が前後逆になっている。
- Mk.I/IIはエンジンが車体前方左側配置だがMk.Cは車体後方右側配置。起動輪（スプロケットホイール）はどれも後方にある。
- Mk.I/IIは戦闘室が後方配置だが、Mk.Cは前方配置。
- Mk.I/IIは乗降用扉が車体後面にあるが、Mk.Cは車体前面右側にある。
- Mk.I/IIもMk.Cも、車体両側面にヴィッカース .303（7.7 mm）機関銃を備えている。
- Mk.Cの全高はMk.I/IIよりも30～40cmほど低い。

なお、エンジンと戦闘室の配置が前後逆になった（戦闘室が前方に、エンジンが後方に配置された）のは、ヴィッカース社が、A1E1 インディペンデント重戦車の設計を、MK.IとMk.Cの間の時期に挟んだから（A1E1の影響）である。とはいえ、MK.I/IIとMk.Cとの間には、全く異なる外見とは裏腹に、共通・類似する点も多い。
Mk.Cの乗員配置は、Mk.I/IIと同じで、砲塔内に、車長・砲手兼整備士・装填手兼機銃手の3名、車体に操縦手と車体機銃手の2名の、計5名の乗員であった。
本車の開発は、ヴィッカース社にとって、1926年から始まった、次作のA6中戦車の開発のための、良い経験と参考となった。

### 武装
主砲はMk.I/Mk.IIは3ポンド（47 mm）砲、Mk.Cはより大口径の6ポンド（57 mm）砲を装備していた。元々はMK.Cも47 mm砲仕様だったが、輸出の際に日本側の要望で57 mm砲に変更されたとする説もある。その理由は、Mk.I/IIにも搭載されていた3ポンド（47 mm)砲には、榴弾（HE）が用意されていなかったから（榴弾攻撃はCS型の役割）だと考えられる。日本ではMk.Cの57 mm砲は毘式戦車砲と呼ばれる。なお毘式戦車砲と八九式軽戦車の「九〇式五糎七戦車砲」は、直接的には関係は無い。九〇式戦車砲は試製一号戦車の「試製五糎七戦車砲」を改良した物であり、試製五糎七戦車砲は日本の独自開発である。
ただ毘式戦車砲、試製五糎七戦車砲、どちらも、57 mmという口径は、オチキス社の海軍用6ポンド速射砲を起源とし、第一次世界大戦時のマーク I 戦車以来の世界（イギリス・フランス・ドイツ・ロシア）の戦車におけるデファクトスタンダードであるが故に採用された物である（ただし、ドイツとロシアの57 mm砲は、オチキス系ではなく、マキシム・ノルデンフェルト砲の系統である）。
Mk.Cは水冷式のヴィッカース .303（7.7 mm）重機関銃を車体前面左側、車体両側面、砲塔後部の計4挺装備していた。同軸機関銃は無く、砲塔後部のバスルに機関銃（この主砲とは反対側に配置した機関銃を日本陸軍では「砲塔銃」と呼称する。なお、車体前方の機関銃は「車体銃」である）を配置する「かんざし式砲塔」は、以後の日本戦車の特徴として一式中戦車まで受け継がれる。この「砲塔銃」の目的は、予備の火器としての意味の他、後方など不意な方向から襲ってきた敵歩兵に対処するため（これには四方八方に撃ちまくる多砲塔戦車の、後部副銃塔の簡易的な代わりの意味合いがある）や、主砲を後方に向けて「砲塔銃」を車体機関銃と合わせて、前方に機関銃火力を集中するためとも、されている。実際の戦場では状況に合わせてどちらの運用もされていたようである。
元々、日本の戦車は、味方歩兵を支援するために設計開発されており、ゆえに主砲である戦車砲は、貫徹力よりも爆発力の大きな榴弾で、敵陣地や野砲や機関銃座を攻撃するためのものであり、また主砲は、弾数も限られるため、極力使わない方針であった。また、敵陣地に突っ込んで車両や砲を引き潰す蹂躙攻撃の際は、主砲の砲身を傷めないように、砲塔を後方に向けるのがセオリーであった。
車体左右側面の機関銃に関しては、射角が狭く、ましてや走行中ともなれば、実際にはほとんど役に立たなかった。この装備は、塹壕に突撃し、塹壕の上を通過するときに、横方向に塹壕の敵兵を掃討するというアイディアであったが、そもそも本車の薄い装甲では、塹壕に辿り着くことさえ困難であった。八九式軽戦車ではこの装備は無くなっている。
各部の水冷式機関銃を外している時は、半球形のガンマウントの開口部（水冷式機関銃の太い被筒（ウォータージャケット）を通すので、空冷式機関銃と異なり、開口部が大きい）に、ガンマウントと蝶番（バネ仕掛けの可能性あり）で繋がっている、開口部と同じ大きさの円盤状の装甲蓋を嵌めるようになっていた。おそらく車体や砲塔の内側からガンマウントの開口部に水冷式機関銃の被筒を押し込むとき蓋を開き、被筒を抜き取るとき蓋を閉じるようになっているものと考えられる。
砲塔形状は、Mk.I/IIの円筒形から、Mk.Cでは円錐台形になっている。砲塔の天板には天板と面一な丸いハッチが付いている。Mk.Cの砲塔にはキューポラは付いていない。初期イギリス戦車の砲塔側面の周囲の下側（車体と接する位置）に数か所（3～4個ほど）付いている逆U字型「∩」の膨らみは、覗き窓でも銃架でもなく、砲塔旋回用の（円盤状）ベアリングの収納部である。

### 車体構造
車体構造は、フレームに5～6 mm厚の装甲板をボルトや鋲で接合して製造された。Mk.Cの高速性能は、この装甲の薄さと引きかえであり、それがイギリス陸軍が採用を拒否した理由でもあった。ただし、Mk.Iも6.25 mmと薄いので、Mk.Cが特に薄かったわけでもない。装甲の薄さはそのままに、エンジン出力と速力を向上させたとも言える。
1920年代のイギリス中戦車の装甲が軒並み薄いのは、元々、軽戦車として開発・設計されたため、10 t程度（約22,400ポンド）の重量に抑えられたためである（重量制限）。かつ、多武装戦車として、武装（機関銃）に重量が割かれたため、装甲を薄くするしかなかったものと考えられる。また、世界中に植民地を持つイギリスとしては、船や港湾のクレーンや艀や橋や鉄道などの重量制限などの、輸送の便も考慮したのかもしれない。実質は、戦間期にしか通用しない、装軌式装甲車であった。
Mk.Cの操縦手席は車体前方中央にあり、車体前面中央に操縦手フードが突出していた。車体前面中央上部には操縦手用の上開き式の視察窓があった。操縦手フードの右隣には左開きの乗降用扉があった。Mk.I/IIと同じく、車体両側面の機関銃の前方にも乗降用ハッチがあった。この両側面の乗降用ハッチは、左右で開く方向が異なっていた。左側面は前開きであり、右側面は後ろ開きである。この開き方もMk.I/IIと同じである。
車体前部左右に大型の前照灯が2個あった。前照灯は、試作車ゆえに剥き出しだが、これでは破損しやすいので、実戦を経れば、戦訓を反映して、Mk.I/IIのように周囲に装甲覆いが付いたであろうと考えられる。八九式軽戦車にも、初期にはMk.Cの物に似た大型の前照灯が2個付いていたが、後に、装甲蓋付きの内装式に変わっている。
車体前部の戦闘室と車体後部の機関室は、車体左右側面の機関銃の後方で、隔壁で分離されていた。履帯の上の車体両脇には（この部分にはフェンダーは無い）、合計320 Lの外部燃料タンクが設けられていた。これは車体内部に危険な燃料タンクを置かないようにするためである。機関室右脇のフェンダー上には、細長い消音器（マフラー）が1つ置かれていた。反対側の機関室左脇にはタンク（八九式軽戦車から類推すれば、水冷エンジンの予備冷却水タンクである可能性も考えられる）が設けられていた。
戦闘室の高い天板から、車体後面上端に向けて、車体上面（天板）が、まっすぐ傾斜して下がっており、機関室の天板左側にはラジエーターの放熱装置が置かれていた。車体最後尾には、後輪駆動のためのトランスミッションが置かれていた。その天板には、放熱用のスリットが開いた、3つのメンテナンスハッチ（前方から後方へと開く）が設けられていた。
蛇足だが、車体の大きさを、形状がよく似ている、後のアメリカのM4中戦車と比べると、車体長で34 cm、全幅で12 cm、全高で27 cm、小さい程度である。

### エンジン

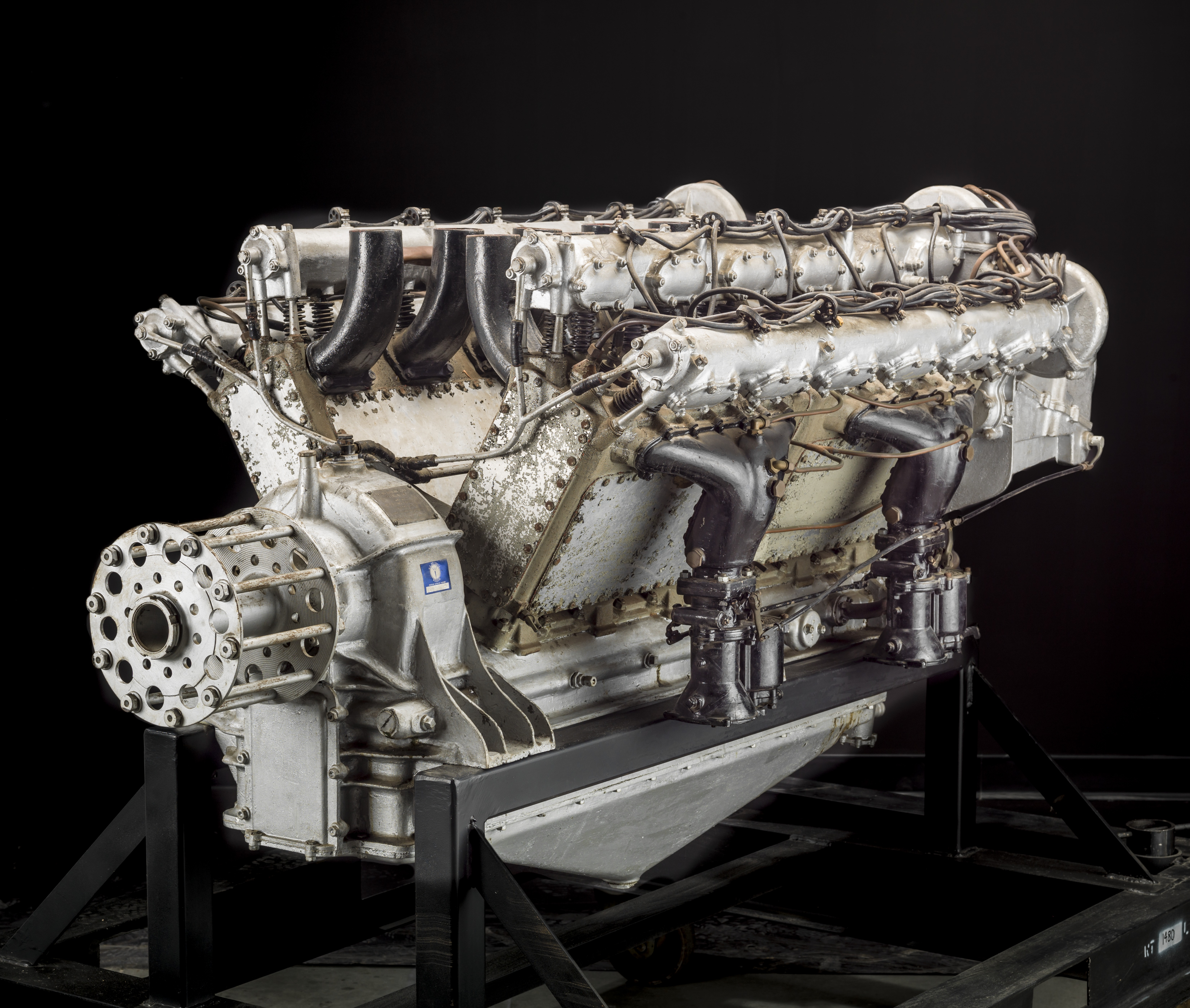
サンビーム コサック

エンジンは、ルイス・ハーブ・コータレン（Louis Hervé Coatalen）によって設計された、サンビーム社の航空機用水冷V型12気筒ガソリンエンジンである「サンビーム コサック（Sunbeam Cossack）」（320 hp/2,000 rpm）の気筒数を半分にした、「サンビーム アマゾン（Sunbeam Amazon）II」水冷直列6気筒ガソリンエンジン（160 hp/2,000 rpm） 定格出力130 hpを搭載し、開発当時としては高速の32 km/h（路上）を与えられた。
「サンビーム アマゾン」は、排気量9.2リットル、ボア/ストローク 110 x 160 mm、重量339 kgで、優れた出力重量比にもかかわらず、イギリスではほとんど使用されなかった。

### 走行装置
ヴィッカース中戦車と同じく、誘導輪（アイドラーホイール）が前方に、起動輪（スプロケットホイール）が後方にある、後輪駆動方式である。また、車体前方にある誘導輪の位置を前後に微調整することで、履帯のテンションを調整することができた。車体下部側面には装甲板があり、リーフ式サスペンションを守る役目の他、誘導輪（アイドラーホイール）と起動輪を挟み込むように支えていた。上部支持輪（リターン・ローラー）とフェンダーは装甲板（懸架框、けんかきょう）から伸びる支持架で支えられていた。懸架框の斜めの部分は泥落とし（マッド・シューター）の役目があった。
Mk.Cの足回りは、Mk.I/IIに似ているが異なっており（Mk.I/IIの足回り（片側）は上部支持輪が4個で転輪が12個）、これは、1923年から1924年にかけて（ジェームズ・フレデリック・ノエル・バーチ兵器総監の命により、ウーリッジ王立造兵廠（ROFW）によって）開発された「バーチガン 18ポンド（83.8 mm）自走砲」の足回りを基にしたものである。しかし、両車は、転輪の数は同じだが、転輪配置は異なっていた。
バーチガン 18ポンド（83.8 mm）自走砲の足回りは、上部支持輪（片側）は5個で、転輪（片側）は小型の物が13個（2個で1組のボギーとし、それが5組（1組のボギーごとに垂直スプリングサスペンションで懸架）、最前部の2個と最後部の1個は衝撃緩衝用に独立した制衝転輪）であった。
Mk.Cの足回りは、上部支持輪（片側）は5個で、転輪（片側）は小型の物が13個（2個で1組のボギーとし、それが6組（1組のボギーごとに垂直スプリングサスペンションで懸架）、最前部の1個は衝撃緩衝用に独立した制衝転輪）であった。Mk.Cにベル・クランク方式サスペンションが装備されていたとする説は間違い（誤情報）である。
- - バーチガン 18ポンド（83.8 mm）自走砲の最初期の試作車の側面。画像左が前方。エンジンは車体前部左側に搭載している。その右側に操縦席がある。画像右の車体後部には燃料タンクやトランスミッション。後輪駆動（FR）方式。

- - バーチガン 18ポンド（83.8 mm）自走砲の最初期の試作車の前方から。砲はターレットリングの縁に沿って、円を描くように旋回する。

小転輪を多数並べる方式は、第一次世界大戦時のマーク I 戦車、さらに遡れば、戦車の祖であるホルト社（現キャタピラー社）製、あるいは、ブルロック社製トラクターに行き当たる。
機械式トランスミッションは、前進4速、後進1速であった。

## 日本における運用
日本陸軍は、1926年（大正15年）7月に戦車開発の研究参考用にMk.Cを正式発注し、日本側からの改修要望を受諾の上、1927年（昭和2年）3月（試製一号戦車の完成の1ヶ月後）に輸入し、基本形はほぼそのままで八九式軽戦車の原型とした。しかし八九式軽戦車は決してMk.Cそのままのコピーではなく、言うなれば多砲塔戦車であった試製一号戦車の車体前後の銃塔部分を切り落として全長を短縮して操縦席と機銃手席を設けたような車体に、Mk.Cの転輪2個2組を減らしたような足回り（ただしサスペンションは試製一号戦車と同じく板バネ式。弓形板バネは軽量な八九式では下半分だけになっている）を組み合わせたような外観になっている。
1925年（大正14年）に欧米に派遣された緒方勝一中将の戦車購買団は当初、ヴィッカース中戦車 Mk.I（あるいはMk.II）を望んでいたが、イギリス陸軍の制式戦車であったためにイギリス政府の輸出許可が下りなかったので（生産能力が輸出に回す余裕が無かったともされる）、フランスから提案された中古のルノー FT-17 軽戦車の本格採用を検討したことや、旧式のFTを導入するよりも戦車の国産開発を決定したことなど、紆余曲折の末に、代わりにイギリス陸軍が採用しなかったMk.Cを輸入することになったという経緯があった。
Mk.I/IIを購入できなかったことは日本にとって幸運だったと言える。なぜなら、その後の戦車の国産化へと繋がったし（もしMk.I/IIが採用されていたら、極論だが、その後も全て輸入で賄い、八九式はもちろんのこと、それ以後の戦車も、開発されなかったかもしれない）、Mk.I/IIの装甲の薄さでは、満州事変と支那事変（日中戦争）とノモンハン事件と大東亜戦争（太平洋戦争）を戦えなかったであろう。
もっとも、1928年のカーデン・ロイド Mk.VIとヴィッカース 6トン戦車の登場をきっかけに、各国のように、そのライセンス生産を通じて、戦車の国産化に向かったかもしれないし、満州事変を戦えない時点で、あるいは、輸入元となる欧米と対立した時点で、新型戦車の開発に向かったかもしれないし、自立志向の強い日本であれば、いずれどこかの時点で、戦車の国産化に向かったと考えられる。
日本での輸入後の予備試験中に、Mk.Cはエンジンから漏れた気化ガソリンに引火し、火災事故を起こしている。この事故でヴィッカース社から派遣されていた技師2名が火傷を負った。当時は工作精度やパッキンの問題から、パイプの継ぎ目などエンジンから気化燃料が漏れるのは当たり前のことであった。このことが「戦闘車輌にガソリンエンジンは危険である」という認識を生み、後に開発される日本戦車にディーゼルエンジンが採用された原因の1つとなっている。
焼損したMk.Cは三菱内燃機名古屋製作所芝浦分工場（1920年（大正9年）に、三菱重工業の前身である三菱造船の自動車販売部門である「大手商会」の芝浦工場として発足し、1922年（大正11年）に 三菱内燃機が芝浦工場を買収し、三菱内燃機名古屋製作所芝浦分工場となる）に持ち込まれ、三ヶ月掛けて修理された。こうした実績を陸軍に買われ、三菱は八九式軽戦車を始めとする日本の戦車の生産に携わるようになった。
Mk.Cの故障中に日本初の国産戦車である試製一号戦車が、1927年6月の走行試験において高い評価を受けることになった。
日本でのMk.Cには、操縦手フードの正面に五芒星が、その下方の傾斜面に「204」の数字が描かれていた。

## アイルランドのMk.D
アイルランド自由国がイギリスから輸入した戦車が、Mk.Cの準同型である、Mk.D（ヴィッカースD型中戦車、ヴィッカース中戦車 Mk.D、Vickers Medium Tank Mk.D）である。Mk.DはMk.Cの砲塔に車長用キューポラを取り付けただけで、両車の外見にほとんど違いは無い。武装や最大速度はMk.Cと同じである。
Mk.Dは、Mk.Cよりも、わずかに装甲が厚く（6.25-8 mm）、わずかに重く（12.7 t）、重量増に対応するためか、サスペンションも少し改良され、エンジン（サンビーム アマゾン）出力が高い（170 hp）とされる。
差し詰め、Mk.Cが、ヴィッカース中戦車 Mk.Iに相当するならば、Mk.Dは、改良型にして装甲増厚型であるであるヴィッカース中戦車 Mk.IIに相当するとも言える。
Mk.Dは、1929年に（Mk.Cとは製造年が離れていることに注意）、シェフィールドにあるヴィッカース・アームストロング社ドン川工場にて製造された。Mk.Dの製造数は、Mk.Cと同じく、試作車1輌のみである。
それまで装甲車しか保有しておらず、ヴィッカース中戦車 Mk.IIに関心があったアイルランド陸軍は、大規模な機甲部隊を創設する計画は無かったが、戦車を研究する必要は認め、アイルランド陸軍幹部の教育訓練用に、1929年3月にMk.Dを輸入した。
Mk.Dは、アイルランドにおける機甲戦の第一人者であるショーン・コリンズ・パウエル中尉によって、イギリスでテストされた。彼は、アメリカはメリーランド州のアバディーン試験場で、戦車の使用と応用に関する訓練を受けた。
Mk.Dは、ダブリン郊外のラスマインズにあるカタル・ブルーガ兵舎（アイルランド語: Dún Chathail Bhrugha）を拠点とする、アイルランド騎兵隊（アイルランド語: An Cór Marcra）の第2騎兵中隊に配備された。
1934年から1935年にかけて、新たに購入された2両のL-60軽戦車と組んだが、Mk.Dが既に時代遅れであることを明らかにしただけだった。
1940年まで軍に残されていたが、対戦車装置の対戦車射撃試験で車体は標的として破壊され、スクラップとなり、砲塔ははずされ、トーチカに転用された。
今でもこの砲塔の砲は、アイルランド最初の戦車の遺物として、カラ キャンプ（Curragh Camp）で展示されている。